# Eloria spectra
Eloria spectra är en fjärilsart som beskrevs av Jacob Hübner 1819-1826. Eloria spectra ingår i släktet Eloria och familjen tofsspinnare. Inga underarter finns listade i Catalogue of Life.